# Аппорт
Аппорт — в спиритизме, парапсихологии и оккультизме — паранормальное перемещение объектов из одной точки пространства в другую или возникновение их словно бы «из ниоткуда».
В спиритуализме распространёнными объектами аппорта считались цветы, хотя поступали также сообщения о необъяснимых возникновениях в комнатах для сеансов камней (в том числе драгоценных), мелкой утвари и т.д. Нандор Фодор называл аппорты «самым удивительным феноменом в спиритуализме».
После того, как феномен «физического медиумизма» начиная с середины XX века практически сошёл на нет, понятие аппорта ассоциируется, в основном, с деятельностью полтергейста; существуют свидетельства очевидцев, утверждавших, будто видели, как предметы отделялись от потолка, стен и т. д. Обратное явление — необъяснимое исчезновение объекта из наблюдаемого пространства — называется аспортом (англ. asport). Скептики, в частности, Роберт Тодд Кэрролл, считают, что любой аппорт есть результат фокуснических трюков.

## История наблюдений
Согласно «Энциклопедии парапсихологии и оккультизма» первое документированное сообщение об аппорте пришло от доктора Дж. П. Билло (англ. G. P. Billot) который в книге «Recherches psychologique ou correspondence sur le magnetisme vital entre un Solitaire et M. Deleuze» (Париж, 1839), описал сеанс от 5 марта 1819 года с участием «трёх сомнамбул и одной слепой женщины», когда, по утверждению одной из женщин, невидимый посторонним белый голубь принёс «послание» в запертую комнату. Билло на указанном месте действительно нашёл белый конверт, в котором находились три костных обломка, к каждому из которых была приклеена бумажка с надписью: «Св. Максим, Св. Сабина и Мноие Мученики».
Билло утверждал также, что на сеансе 27 октября 1820 года, проводившемся с той же слепой женщиной, наблюдалось необъяснимое появление в комнате цветов. В 1844 году предметы возникали и исчезали в доме доктора Ларкина из Рентхэма, штат Массачусетс; предполагалось, что некое отношение к этому имела девушка по имени Мэри Джейн, в присутствии которой из кухни в комнату якобы перемещался тяжёлый утюг.
Участники так называемой «Оливковой ветви мира» (бостонского сообщества спиритуалистов середины XIX века), утверждали, что видели, как в запертом помещении появлялся белый голубь: истинность феномена засвидетельствовали в журнале «New Era» одиннадцть уважаемых граждан Бостона.

### Аппорты Йоланды
Нандор Фодор в «Энциклопедии психической науки» называет «в целом весьма впечатляющими» аппорты Иоланды, «духа-контролёра», работавшей с медиумом мадам д’Эсперанс. Согласно её инструкциям, в кабинете заготавливались и всегда держались наготове белый песок и значительное количество воды. 4 августа 1880 года в присутствии Уильяма Оксли, наблюдателя из Манчестера, она попросила одного из гостей, мистера Реймерса, наполнить графин наполовину песком. Затем ему же было предложено влить туда воды. Йоланда взяла графин, поставила его на пол и слегка прикрыла его тканью, которую сняла со своих плеч. Участники сеанса, следуя её указанию, запели. Во время пения присутствующие увидели, что ткань у края графина приподнимается.
Несколько раз Йоланда выходила из кабинета и наблюдала, как нечто вырастает под тканью. Наконец, подняв ткань, она (по словам Фодора) «открыла присутствующим идеальное растение, корни которого, хорошо развитые, находились в песке, и протянула его Оксли». Посредством условного кода (стуками) были даны инструкции: не обсуждать предмет, а спеть нечто и затем соблюдать тишину. После этого Иоланда вновь стуками попросила всех снова обратиться к цветку. К своему изумлению присутствующие увидели большой, готовый распуститься бутон пяти дюймов в диаметре, который на глазах у всех и раскрылся.. Растение высотой 22 дюйма имело толстый древесный ствол, почти полностью заполнявший горлышко графина. Все его 29 листьев были гладкими и блестящими. Вынуть растение из графина оказалось невозможно, горлышко было слишком узким, чтобы корни могли выйти наружу. Специалисты выяснили, что это Ixora Crocata, растение, произрастающее в Индии. «Мы видели места, где когда-то явно находились листья, давно зажившие шрамы от старых царапин. Но были и свидетельства, показывавшие, что растение росло и в песке самого графина, потому что корни естественным образом расположились по внутренней поверхности стекла», — сообщал Оксли. Растение сфотографировали. Оно прожило три месяца под наблюдением садовника в доме у мистера Оксли и потом внезапно увяло.
Любимым развлечением Йоланды (как отмечал Н. Фодор) было — дать одному из своих «друзей» в аудитории чашку с водой и приказать наблюдать за нею. После того, как Йоланда накрывала своими тонкими пальцами верх стакана, под её пристальным взглядом из воды вдруг вырастал цветок и полностью заполнял стакан. Часто таким образом появлялись ветви папоротника и розы — последние возникали из кувшина, который Йоланда носили на плече. Если кто-то требовал розы определенного цвета, заказ выполнялся безошибочно. Однажды мадам д’Эсперанс попросила у неё чёрную розу. Йоланда обмакнула пальцы в кувшин и немедленно вынула оттуда нечто тёмное с которого стекали капли. Это была роза сине-чёрного цвета — ничего подобного ни медиум, ни гости сеанса в жизни своей не видели.

#### Золотистая лилия
Согласно описанию Н. Фондора в «Энциклопедии оккультизма и парапсихологии» на одном из сеансов мадам д’Эсперанс 28 июня 1890 года на сеансе возник острый цветочный аромат, и тут же в заранее заготовленном графине с песком и водой возникла золотистая лилия, на полтора фута выше, чем медиум. От корней до верхушки в ней было семь футов, и она несла на себе большие распустившиеся цветы идеальной формы.
После того, как лилию сфотографировал присутствовавший в числе наблюдателей профессор Бутлеров, Йоланда попыталась забрать её с собой, но сделать этого не смогла. Все её попытки дематериализовать растение оказались безуспешными. Йоланда была в отчаянии потому что (если верить посланию Уолтера, другого духа-контролёра), цветок был заимствован при условии непременного возвращения. Уолтер дал указания: хранить цветок к темноте, пока Йоланда не сможет явиться вновь и забрать его. Как пишет Н. Фодор, 5 июля растение исчезло так же загадочно, как и появилось. В 9.23 вечера оно находилось в комнате, среди сидящих гостей; в 9.30 его не оказалось на месте. От золотистой лилии не осталось ничего, кроме фотографий и пары опавших листьев.
Когда Уолтера начали расспрашивать о случившемся, он объяснил, что цветок уже находился в комнате до того, как гости зашли в неё, и был готов к «сборке» как минимум за час до того, как проявился в пространстве. Свидетелем этого происшествия был и царский советник А. Н. Аксаков.
В день исчезновения лилии на её стволе был найден обрывок серой материи. Йоланда утверждала, что взяла кусок ткани в той же стране, откуда принесла цветок. Исследование ткани показало, что это — обрывок бальзамирующего одеяния мумии.

#### Аппорты миссис Гаппи
Другим медиумом эпохи раннего спиритуализма, на сеансах которой происходили, если верить наблюдателям, цветочные аппорты, была мисс Николс, известная также как миссис Гаппи (позже — миссис Фолькман), прославившаяся способностью «выполнять заявки» гостей своих сеансов. Альфред Рассел Уоллес утверждал, что его друг заказал себе подсолнух — и шестифутовый стебель с цветком действительно упал на стол, вместе с большими комьями земли на корнях.
В ходе другого сеанса, о котором под присягой рассказала мисс Джорджина Хоутон (англ. Giorgiana Houghton) перед Диалектическим обществом, миссис Гаппи доставляла на заказ фрукты. В ходе одного вечера в комнате возникли: банан, два апельсина, виноградные грозди, ореховая ветвь, три каштана и некоторые другие фрукты, как свежие, так и засахаренные. Всё это, если верить утверждениям присутствовавших, доставлялось в том порядке, в каком поступали заявки.
Сеньор Дж. Дамиани обратил внимание комиссии Диалектического общества на любопытную особенность: кончики стеблей растений, появлявшихся на сеансах миссис Гаппи, выглядели обугленными. Сама она утверждала, будто бы невидимые «сущности» (по их словам) «изымали» растения из пространства некой «силой электричества». Описывался случай, когда на сеансе миссис Гаппи перед «Духовным обществом» во Флоренции «…внезапно раздался грохот, как если бы рухнула люстра, после чего вспыхнул свет и большой кусок льда с кубический фут, оказался на столе».
Генри У. Лонгфелло присутствовал на сеансе миссис Гаппи в Неаполе. Он утверждал, что в тот момент, когда сам держал её за руки, в комнате появились несколько ветвей апельсинового дерева, и говорил позже, что эта демонстрация была самой убедительной из всех, какие ему когда-либо приходилось наблюдать.
Джорджиана Хоутон в книге «Evenings at Home in Spiritual Seance» описала прощальный сеанс проведенный мистером и миссис Гаппи перед их отъездом из Англии, когда в комнате появилось множество цветов. «…А потом миссис Гаппи воскликнула: как много ползучих тварей! — и спросила, нельзя ли зажечь свечу. Когда её просьба была удовлетворена, оказалось что множество бабочек летают между нами и цветами. Некоторых поймали и поместили в коробочку — в целом, мы сочли, их было там более сорока».
Миссис Гаппи, если верить заявлениям очевидцев, доставляла аппорты и при полном освещении. На колени ей ставился поднос, укрывавшийся шалью; под последней якобы и возникали предметы. В том, что спрятать на себе эти предметы медиум не могла, присутствовавшие были убеждены. Споры велись лишь о том, насколько важна затемненность для успеха аппорта. Некоторые исследователи считали, что назначение темноты состоит в том, чтобы скрыть место появления аппорта от человеческих взглядов.
Н. Фодор отмечал, что аппорты «в этом смысле ведут себя странно. Они не появляются „под“ взглядом, но ждут момента, когда внимание наблюдателя на какое-то мгновение отвлечётся».

#### Аппорты Чарльза Бейли
Феномен «ухода от взгляда» обратил на себя внимание исследователей на сеансах Чарльза Бэйли, известного австралийского медиума.
Так, журнал «Лайт» от 26 ноября 1910 года сообщал о сеансе, в ходе которого в комнате появились «индейское покрывало с человеческим скальпом» и томагавк, кусок свинца, как утверждалось, найденный во время раскопок в Риме (с именем императора Августа), некоторое количество гравия, поступившее из Центральной Америки и нехарактерного для почвенных структур Австралии, две идеальных глиняных плиты, испещрённые клинописью, возраст которой, как было впоследствии установлено, составлял несколько тысячелетий, доставленных как утверждалось с холмов Вавилона, и наконец, «неповреждённое птичье гнездо с несколькими яйцами и самой 'мамой', совершенно живой и невредимой».
Бэйли прославился одушевленными аппортами: крабами, черепахами, птицами из джунглей. Однажды в комнате возникли акула (18 дюймов в длину) и 30-дюймовая змея. В Милане сеанс с появлениями воробьев из джунглей проходили под наблюдением комиссии исследователей.
Однако в Гренобле Бэйли были предъявлены серьёзные обвинения. Группа проверяющих выступила с заявлением, в котором утверждалось, что птицы были доставлены им в комнату заранее, более того, нашли торговца, который подтвердил, что они были куплены у него, а потом опознал Бэйли как человека, этих птиц купившего.
Аутентичность археологических аппортов Бэйли также была поставлена под сомнение после того, как Британский музей исследовал глиняные плиты и выяснил, что они поддельные. Тем не менее, как замечал Фодор, Бэйли, который в течение сорока лет произвел сотни аппортов, чтобы изготовить их или купить, должен был бы истратить целое состояние и иметь в своём распоряжение производственное предприятие с очень искусными умельцами.

#### Трудности, связанные с аппортами
Наблюдатели отмечали, что появлению аппортов предшествуют приступы конвульсий у медиума. Миссис Росс на сеансе 20 мая 1929 года в Генуе, произведя (как утверждалось) аппорт в виде двух небольших камешков, почувствовала ужасную боль, а когда пришла в сознание, заявила, что была «раздавлена двумя большими булыжниками». В тот момент она ещё не знала о том, что явилось ей в качестве аппорта.
Известны случаи, когда «операторы» сами признавались в том, что аппорт им давался с трудом. «Я хотел принести вам фотографию в рамке со стеклом, но этого мне не удается. Я принесу её вам без стекла», — такие слова, по утверждению участников сеанса, произнес дух Кристо д’Анджело на сеансе 8 июля 1928 года в Миллесимо. В другом случае большой плющ, примерно полутора метров в высоту, был доставлен аппортом в трех частях. Сначала появилась земля, затем растение, на корнях которого висели комья земли, и наконец горшок. Операторы не смогли произвести транспортацию единомоментно. О том, что иногда требуются предварительные приготовления, свидетельствовал, как отмечает Н. Фодор, и медиумический опыт мадам д Эсперанс.

#### Момент возникновения аппорта
Существует лишь несколько сообщений о том, как возникновение аппорта наблюдалось непосредственно. Одно из них касается пары серёжек, доставленных «духом-наставником» маркизе Чентурионе Скотто на сеансах в Миллесимо. Согласно свидетельству гостей сеанса, на глазах у всех возникла светящаяся (музыкальная) труба, которая поднялась к потолку, перевернулась широким концом вверх, после чего в неё «что-то тяжело упало… словно бы с потолка».
Эпизод с появлением баночки с лекарственной мазью было писал в своей книге «Man’s Survival After Death» преп. К. Л. Твидейл (англ. Rev. C. L. Tweedale):
13 ноября 1910 года мать поранила голову и мы вместе: она, моя жена и я  собрались в столовой... Никого больше в комнате не было. Моя занималась тем, что разбирала пальцами мамины волосы,  чтобы рассмотреть порез и я смотрел туда же. В какой-то момент я поднял взгляд и увидел, как нечто отделяется от точки близкой к потолку в углу комнаты в над окном... Предмет пролетел через всю комнату под потолком и ударился в стену над фортепиано, на которое и упал, заставив зазвенеть струны, после чего скатился на пол. Я подбежал, поднял его и увидел к своему изумлению, что это была баночка с мазью, которую мама использовала для порезов и ссадин и которую она держала запертой в своем гардеробе. Намерение было очевидно, мазь предназначалась для раны. На моих глазах она появилась словно бы из стены и никого не было на расстоянии 3-4 ярдов от этой точки. Комната, десяти футов высотой, ярко освещалась лампой в 100 свечей, дверь и окно были закрыты: последнее на защелку, и снаружи отворить его было бы невозможно.Оригинальный текст (англ.)Sunday, 13th November, 1910. Mother had sustained a cut on the head, and she, my wife, and I were all   in the dining room at 9.20 p.m. We were all close together, mother seated in a   chair, self and wife standing. No one else was in the room. My wife was in the   act of parting mother's hair with her fingers to examine the cut and I was   looking on. At that instant I happened to raise my eyes and I saw something   issue from a point close to the ceiling in the corner of the room over the   window, and distant from my wife (who had her back to it) three and a quarter   yards, and four and a quarter yards from myself, facing it. It shot across the   room close to the ceiling and struck the wall over the piano, upon which it   then fell, making the strings vibrate, and so on to the floor on which it   rolled. I ran and picked it up, and found, to my astonishment, that it was a   jar of ointment which mother used specially for cuts and bruises, and which   she kept locked up in her wardrobe. The intention was evident, the ointment   was for the wound. I saw it come apparently through the wall, near the   ceiling, and this with no one within three and a quarter yards of the place. The room is over nine feet high and was brilliantly lighted by a 100   candlepower lamp, and the door and window were shut, the latter fastened, and   incapable of being opened from the outside.
Подобные происшествия в присутствии преподобного Твидейла случались не раз, нередко — в присутствии свидетелей, на которых 17 января 1911 года в его присутствии обрушался град всевозможных предметов. Утверждалось также, что два года спустя из стены появилась трость и медленно опустилась на стол. В некоторых случаях по утверждению преп. Твидейла аппорт доставлялся при посредстве светящейся трубы, которая отделялась от потолка или стены, а сбросив аппорт, тут же отлетала обратно и исчезала в той точке, из которого возникала.
Стейнтон Мозес утверждал, что 28 августа 1872 года наблюдал постепенное появление аппорта — в виде маленького колокольчика, который (оставаясь невидимым) был пронесен в комнату через закрытые двери и двигался по кругу, после чего оказался под столом и оттуда невидимой силой был поднят к локтю медиума.

### Предполагаемые источники аппортов
С первых же дней изучения феномена исследователей занимал вопрос, откуда возникают аппорты. Однозначного ответа предложено не было, но иногда оказывалось, что цветы брались из близлежащих клумб или садов. Сообщалось, например, что в дни своего визита в Британский колледж психической науки в 1926 году Хайнрих Мейцер неожиданно впал в полу-транс на открытом воздухе, и в руках у него тут же появились цветы, очень похожие на те, что находились на тележке у торговца в дальнем конце улицы. Полковник Олкотт утверждал, что однажды на сеансе миссис Тейер (англ. Mrs. Thayer) получил (по мысленной «заявке») лист редкого растения, на которое до этого обратил внимание, проходя по саду.
Как отмечал Н. Фодор, «вопрос об источнике оказывается особенно пикантным, поскольку в некоторых случаях аппортами оказывались драгоценные камни». Утверждалось, например, что на сеансах Джорджины Хотон появлялся жемчуг. Он же «сыпался как дождь» на сеансах Стейнтона Мозеса. Жемчуг этот, возможно, особой ценности и не имел, но (как замечает Фодор) «этого нельзя было сказать о его же рубинах, сапфирах и изумрудах, также возникавших в качестве аппортов».

… Однажды он <Стейнтон Мозес> проснулся и увидел светящуюся руку под потолком, над которой располагался светящийся шарик. Под взглядом медиума пальцы разомкнулись ладонь раскрылась и маленький горящий шарик упал на его бороду. Он оказался небольшим матовым камешком величиной с городину, называемый сапфириумом. Два подобных камня были таким же образом доставлены во время сеанса, причем их появлению предшествовали судороги и сильные конвульсии (медиума). — Энциклопедия оккультизма и парапсихологии. Аппорт
Таким образом феномен аппортов оказался связан ещё и с моральной дилеммой. Кэтрин Берри, автор книги «Experiences in Spiritualism», утверждала, что, когда Джона Уоттса, «контролера» миссис Эверитт спросили на сеансе 28 февраля 1868 года, что тот думает об аппортах, дух отвечал: «Я не одобряю их, потому что они обычно украдены».

## Попытки объяснения феномена
Относительно природы аппортов было предложено две основных теории. Первую из них, связанную с понятием «четвёртого измерения», впервые выдвинул германский профессор Цёлльнер. Таким образом он пытался объяснить феномен «взаимопроникновения материи», который, как утверждалось, наблюдался на сеансах медиума Генри Слэйда. Цёлльнера поддержали учёные-современники Ломброзо и Фламмарион, а позже — исследователи паранормальных явлений Уэйтли Смит в Англии и Малкольм Бёрд в США. Согласно этой теории аппортируемые объекты под воздействием неких загадочных сил перемещаются в иное пространственное измерение, по нему переправляются в нужную точку нашего пространства и здесь проявляются вновь в трехмерной форме.
Вторую теорию (связанную с понятием «дезинтеграции материи») выдвинул Ренд Судре (фр. Rend Sudre), который предположил, что мозг медиума обладает некой способностью при обычных температурах на молекулярном уровне дематериализовывать физические объекты и затем производить «обратную сборку». Парапсихологи отмечали, что вторая гипотеза являла собой, в сущности, частный случай первой, поскольку предполагала возможность существования неизвестного науке состояния вещества, в котором материя становится неосязаемой, невидимой и при этом обретает свойство удивительной молекулярной растяжимости.